# Кинотавр 2018
29-й Кинотавр проходил с 2 по 10 июня 2018 года.

## Жюри
- Алексей Попогребский, режиссёр — председатель
- Оксана Акиньшина, актриса
- Игорь Верник, актёр
- Леван Капанадзе, оператор
- Игорь Вдовин, композитор
- Евгений Гиндилис, продюсер
- Стас Тыркин, критик

## Официальная программа

### Основной конкурс
- Ван Гоги, реж. Сергей Ливнев
- Война Анны, реж. Алексей Федорченко
- Временные трудности, реж. Михаил Расходников
- Два билета домой, реж. Дмитрий Месхиев
- Дядя Саша, реж. Александр Гордон
- История одного назначения, реж. Авдотья Смирнова
- мира, реж. Денис Шабаев
- Подбросы, реж. Иван И. Твердовский
- Пушкин. Виски. Рок-н-ролл (Заповедник), реж. Анна Матисон
- Русский Бес, реж. Григорий Константинопольский
- Сердце мира, реж. Наталия Мещанинова
- Слоны могут играть в футбол, реж. Михаил Сегал

### Фильм открытия
- Лето, реж. Кирилл Серебренников

### Фильм закрытия
- Дело Собчака, реж. Вера Кричевская

## Награды фестиваля[1]
- Главный приз : Сердце мира, реж. Наталия Мещанинова
- Приз за лучшую режиссуру : Григорий Константинопольский, Русский Бес
- Приз за лучшую женскую роль : Анна Слю, Подбросы
- Приз за лучшую мужскую роль : Степан Девонин, Сердце мира
- Приз за лучшую операторскую работу : Денис Аларкон Рамирес, Подбросы
- Приз им. Г. Горина «За лучший сценарий» : Авдотья Смирнова, Анна Пармас а Павел Басинский, История одного назначения
- Приз им. М. Таривердиева «За лучшую музыку к фильму» : Леонид Десятников а Алексей Сергунин, Ван Гоги
- Приз конкурса «Кинотавр. Дебют» : Глубокие реки, реж. Владимир Битоков